# 黃映斗
黃映斗（1816年6月29日—1876年1月11日），又名炳南、行一，字佳士，號麗臣，福建金門人，清朝軍事將領，初任金門鎮總兵署首席把總，咸豐十一年（1861年）任金門鎮中軍左營守備，同治元年（1862年）閏八月率金廈水師四百名抵鹿港參與平定戴潮春之亂，和提督軍門曾玉明會師克復彰化馬芝堡、菁埔仔、後湳、馬鳴山四莊。於同治三年（1864年）八月署金門中軍左營游擊，不久調任福寧府都司署參將，1876年去世。